# Гриценко Олексій Варфоломійович
Олексій Варфоломійович Гриценко (нар. 1905, село Воронцовка Новомосковського повіту Катеринославської губернії, тепер Дніпропетровської області, Україна — пом. січень 1983, місто Одеса) — радянський діяч органів державної безпеки.

## Біографія
Народився в родині робітника. У 1919 році закінчив сільську школу. У червні 1919 — вересні 1921 р. — чорнороб Нижньодніпровської толевої фабрики. У вересні 1921 — червні 1922 р. — навчання в Катеринославській губернській партійній школі. У червні 1922 — березні 1925 р. — токар Нижньодніпровського заводу "Комунар". У березні 1925 — серпні 1926 р. — токар збройних майстерень 9-го стрілецького полку у Сімферополі. У серпні 1926 — серпні 1927 р. — токар Дніпропетровських вагонних майстерень.
У серпні 1927 — квітні 1929 р. — студент Дніпропетровського інституту народної освіти.
У квітні 1929 — серпні 1930 р. — завідувач Петриківської сільської школи Дніпропетровського округу. У серпні 1930 — жовтні 1931 р. — завідувач Романівської школи селянської молоді Нижньоволзького краю.
Член ВКП(б) з серпня 1931 року.
У жовтні 1931 — жовтні 1932 р. — інспектор Маріупольського міського відділу народної освіти.
У жовтні 1932 — квітні 1934 р. — помічник оперуповноваженого Маріупольського міського відділу ДПУ. У квітні — вересні 1934 р. — уповноважений Волноваського районного відділу ДПУ Донецької області. У вересні 1934 — лютому 1936 р. — помічник оперуповноваженого УНКВС Донецької області. У лютому 1936 — грудні 1939 р. — помічник оперуповноваженого, начальник Амвросіївського районного відділу НКВС Сталінської області. У грудні 1939 — серпні 1941 р. — начальник Краматорського міського відділу НКВС Сталінської області.  
У серпні — жовтні 1941 р. — начальник оперативної групи НКВС Української РСР в місті Куйбишев. У жовтні 1941 — червні 1942 р. — в УНКВС по Ворошиловградській області. У червні — вересні 1942 р. — в резерві НКВС Української РСР в місті Енгельс. У вересні 1942 — лютому 1943 р. — в УНКВС по Фрунзенській області Киргизької РСР. У лютому — липні 1943 р. — в УНКВС по Ворошиловградській області. У липні 1943 — березні 1945 р. — начальник Краснодонського, потім Кадіївського міських відділів НКВС Ворошиловградської області.
У березні 1945 — листопаді 1950 р. — заступник начальника Управління НКВС-МВС УРСР по Волинській області.
22 листопада 1950 — 19 березня 1953 р. — начальник Управління МВС УРСР по Станіславській області. У 1952 році закінчив Вищу школу МВС СРСР у Москві. У квітні — вересні 1953 р. — заступник начальника Управління МВС УРСР по Станіславській області.
23 вересня 1953 — 5 червня 1954 р. — начальник Управління МВС УРСР по Дрогобицькій області. 5 червня 1954 — червня 1959 р. — начальник Управління КДБ УРСР по Дрогобицькій області.
З жовтня 1959 року — пенсіонер у Вінниці, а з вересня 1973 року — в Одесі.

## Звання
- молодший лейтенант держбезпеки (22.06.1939)
- полковник внутрішньої служби (29.12.1952)

## Нагороди
- орден Червоного Прапора (20.03.1952)
- орден Червоної Зірки (30.01.1951)
- вісім медалей